# Wodynia
Wodynia – osada w Polsce położona w województwie warmińsko-mazurskim, w powiecie elbląskim, w gminie Tolkmicko na obszarze Wysoczyzny Elbląskiej. Miejscowość jest częścią sołectwa Pogrodzie.
W latach 1975–1998 miejscowość administracyjnie należała do województwa elbląskiego.